# 인천남중학교
인천남중학교(仁川南中學校)는 대한민국 인천광역시 미추홀구 숭의동에 있는 공립 중학교이다.

## 학교 연혁
- 1946년 9월 27일 : 인천해성초급중학교 6학급 설립 인가
- 1955년 4월 27일 : 인천해성공립고등학교 6학급 인가
- 1958년 7월 2일 : 인천남중학교로 교명 변경
- 1979년 12월 31일 : 별관 3층 15개 교실 완공
- 1982년 9월 27일 : 희망탑 준공
- 1986년 12월 16일 : 본관교사 개축
- 2006년 12월 17일 : 체육관 개축
- 2011년 12월 15일 : 급식실 구축
- 2023년 2월 3일 : 제77회 졸업식(141명, 누계 34,568명)
- 2023년 9월 1일 : 제29대 정영선 교장 취임

## 참고 자료
- 인천남중학교 - 한국교육학술정보원 학교알리미